# Люди, пов'язані з Луцьком
Люди, які народились або тривалий час жили, навчались, працювали чи пов'язані з Луцьком:

## А
- Олекса Алмазов (1886—1936) — український військович діяч, генерал Армії УНР.

## Б
- Богачук Олександр Теофілович (1933—1994) — український поет, журналіст.
- Бондра Петер (нар.1968) — словацький хокеїст, гравець НХЛ. Генеральний менеджер збірної команди Словаччини.
- Братковський Данило (пом.1702) — український поет та громадський діяч.
- Байдуков Олександр Васильович (1923—2005) — народний художник України.

## В
- Вавилов Сергій Іванович (1891—1951) — радянський фізик, академік, засновник наукової школи фізичної оптики у СРСР, президент Академії наук СРСР. Під час І світової війни служив в Луцьку в радіодивізіоні, тут написав свої перші наукові праці.
- Валента Олександр Родіонович — відомий український художник.
- Виговський Іван (пом.1664) — намісник луцького старости, член Луцького братства, гетьман Війська Запорозького, Київський воєвода.
- Вишенський Іван (1545/1550 — прибл. 1620) — видатний український письменник-полеміст.
- Вітовт (1350—1430) — Великий князь Литовський.

## Г
- Гулевичівна Галшка (1575—1642) — громадська діячка, одна з засновників Київського Братства.
- Надія Гуменюк (нар.1950) — українська поетеса, прозаїк, публіцист.
- Глази́рін Анато́лій Олексі́йович  (1951—2000) — український співак (бас), артист Національної академічної хорової капели "Думка" (Київ), Народний артист України (1999).
- Галькун Тетяна Дмитрівна (нар. 1947) — Народний художник України (2004).
- Гевелюк Микола Петрович (нар. 1935) — Заслужений художник України (1989).

## Д
- Дубій Андрій Андрійович (нар. 7 травня 1972) — український музикант (баяніст), педагог, поет, художник.

## З
- Забужко Оксана Стефанівна (нар. 1960) — українська письменниця, поетеса та есеїстка.
- Запольська Габріеля (1857—1921) — польський драматург, письменниця, публіцист і акторка.
- Захарова Світлана Юріївна (нар. 1979) — народна артистка Російської Федерації, прима-балерина Большого Театру у Москві.
- Зінкевич Василь Іванович (нар. 1945) — народний артист України, естрадний співак.

## К
- Карабулін Борис Миколайович (нар.1926) — художник-реаліст, один із засновників Товариства волинських художників.
- Клименко Олександр Іванович (нар.1970) — український письменник, літературний критик, музикант.
- Клімчук Борис Петрович (нар.1951) — голова Волинської ОДА з 2010 року.
- Клімов Анатолій Петрович (нар.1936) — Заслужений художник України (1996).
- Кондзелевич Йов (1667—1740) — єіромонах, іконописець.
- Корсак Іван Феодосійович (1946—2017) — український письменник, журналіст.
- Коцан Ігор Ярославович (нар.1960) — ректор ВНУ з 2005 року.
- Кравчук Михайло Пилипович (1892—1942) — український математик, академік.
- Крашевський Юзеф Ігнацій (1812—1887) — польський письменник, історик, громадський і політичний діяч.
- Кривенко-Матиєнко Петро Михайлович — старшина Армії УНР.
- Крушевський Микола В'ячеславович (1851—1887) — польський вчений-лінгвіст.
- Куліш Пантелеймон Олександрович (1819—1897) — український письменник, поет, етнограф, перекладач.
- Микола Кумановський (нар.1951—2016) — український художник (графік).

## Л
- Лазарук Віктор (нар.1933) — поет, письменник, громадський діяч, еколог.
- Левицький Модест Пилипович (1866—1932) — український письменник і публіцист.
- Леся Українка (Лариса Косач-Квітка) (1871—1931) — видатна українська поетеса, письменниця та літературний критик.
- Липинський В'ячеслав Казимирович (1882—1931) — польський та український історик і публіцист.
- Лис Володимир Савович (нар.1950) — український журналіст, драматург, письменник.
- Литвин Леонід Єгорович (нар.1943) — український художник.
- Лободовський Юзеф (1909—1988) — польський письменник, поет, перекладач і публіцист. Редактор літературного часопису «Волинь» в Луцьку (1937—1938).
- Любарт (пом. 1384) — литовсько-руський князь, Великий князь волинський і луцький, будівничий замку.

## М
- Маслов Леонід Миколайович (1909 —1943) — інженер-архітектор, дослідник архітектури Західної Волині, автор праці «Архітектура старого Луцька» (1939).
- Мах Петро Петрович(1934 — 2010) — український поет, прозаїк, публіцист.
- Метельницький Ростислав Георгійович (1929–2007) — український архітектор.
- Михайловський Валерій Володимирович (нар.1953) — заслужений артист Російської Федерації, видатний танцівник, засновник трупи та театру — «Санкт-Петербурзький Чоловічий балет Валерія Михайловського».
- Могила Петро Симеонович (1596–1647) — політичний, церковний і освітній діяч Речі Посполитої, архімандрит Києво-Печерського монастиря, Митрополит Київський, Галицький і всієї Русі, екзарх Константинопольського патріарха.
- Анджей Мокрскі (Мокрський) — польський педагог, монах; у 1622-23 — вчитель риторки в Луцьку; посол від Львова до Богдана Хмельницького під час облоги.[1]

## Н
- Наливайко Северин (р.н. невід -1597) — козацький отаман, керівник повстання.

## О
- Орда Наполеон (1807—1883) — польський літератор, композитор, музикант, художник.

## П
- Павлюк Ігор Зиновійович (нар.1967) — український письменник і науковець.
- Анатолій Пашкевич (1938 —2005) — художний керівник Волинського народного хору (1978—1989) — народний артист України, український хоровий диригент, композитор.
- На Пітсанулок (Катерина Десницька) (справжнє ім'я Катерина Десницька) (1886—1960) — принцеса Сіаму (тепер Таїланд) — дружина сіамського принца Чакрабонґсе Буванаф.
- Покальчук Юрій Володимирович (1941—2008) — український письменник, перекладач, науковець.
- Положинський Олександр Євгенович (нар.1972) — лідер гурту «Тартак», співак і шоумен.
- Пчілка Олена (справж. ім'я Ольга Косач) (1849—1930) — українська письменниця, драматург, публіцистка, громадська і культурна діячка. Мати Лесі Українки, сестра Михайла Драгоманова.

## Р
- Радзивілл Альбрехт Станіслав (1558—1592) — Князь, ординарій олицький і несвіжський, великий канцлер литовський, луцький староста.
- Романовський Генріх Олександрович (1882 — †?) — підполковник Армії УНР.
- Романюк Микола Ярославович (1958—2017) — міський голова з 2010 року.
- Рунчак Володимир Петрович (нар.1960) — український композитор і диригент.

## С
- Свидригайло Ольгердович (1355—1452) — Великий князь Литовський.
- Сєров Олександр Миколайович (нар.1954) — заслужений артист Росії, співак.
- Слапчук Василь Дмитрович (нар.1961) — український поет, прозаїк, літературний критик. Лауреат Національної премії України ім. Тараса Шевченка, заслужений діяч мистецтв України.
- Струцюк Йосип Георгійович (нар. 1934) — український поет, прозаїк, драматург, кінорежисер.

## Т
- Терлецький Кирило Семенович (пом. 1607) — український церковний і політичний діяч. Один з ініціаторів укладення Берестейської унії 1596.
- Тимощук Анатолій Олександрович (нар.1979) — український футболіст.
- Тишка Балтазар — благодійник, канонік луцької кафедри у 1620-1630-х роках. Фундував шпиталь у місті, монастир боніфратів та братство милосердя в єзуїтському конвенті.
- Тутковський Павло Аполлонович (1858—1930) — український геолог, географ і педагог.

## Ф
- Фелінський Алоїз (1771—1820) — польський поет і драматург.
- Фелінський Зигмунт, св. (1822—1895) — архієпископ Варшавський, святий Римо-Католицької церкви.
- Фітцке Ян (1909—1940) — польський історик, археолог, організатор музейної справи у місті Луцьку та на Волині.
- Фіркович Авраам Самуїлович (Абрахам бен-Самуїл Фіркович) (1786—1874) — газзан Луцької кенаси у 1818 році, таврійський і одеський гахам, караїмський письменник і археолог.

## Х
- Володимир Хижинський (нар.1971) — український художник-кераміст. Член Національної спілки художників України від 2000 року.
- Хурсенко В'ячеслав Володимирович (1966—2009) — співак і композитор.

## Ш
- Шишко Костянтин Михайлович (1940 —2002) — український поет і художник.

## Щ
- Щегельський Феофан Григорович (1941—2016) — Заслужений працівник культури України, відомий педагог, баяніст.

## Ю
- Юзефський Генрик (1892—1981) — Волинський воєвода, віце-міністр внутрішніх справ в уряді Української Народної Республіки

## Я
- Ягайло II Володислав (1351—1434) — Великий князь Литовський і польський король,
- Якубек Карел Михайлович (нар. 1923) — Заслужений художник України (1999).